# Jogos Olímpicos de Inverno da Juventude de 2028
Os Jogos Olímpicos de Inverno da Juventude de 2028 (em francês: Les Vème Jeux Olympiques de la jeunesse d'hiver; em italiano: Giochi Olimpici giovanili invernali) serão a quinta edição das Olimpíadas de Inverno da Juventude realizados nas comunas de Trento, Valtellina e Cortina d'Ampezzo, sendo a segunda vez que uma região é considerada sede oficial dos jogos.
Cortina d'Ampezzo e Valtellina se tornam a terceira cidade a receber as duas versões dos Jogos Olímpicos de Inverno, depois de Lillehammer (2016) e PyeongChang (2024), com a primeira se tornando a oitava cidade a receber duas vezes as Olimpíadas, e de maneira inédita, receber o torneio em um curto intervalo de tempo, já que a cidade italiana também será sede dos jogos de 2026, assim como a segunda foi escolhida subsede da mesma edição.

## Processo de escolha
O novo processo de licitação do COI foi aprovado na 134ª Sessão do COI em sua sede em Lausanne, na Suíça. As principais propostas impulsionadas pelas recomendações relevantes da Agenda Olímpica 2020 são: 
- Estabelecer um diálogo permanente e contínuo para explorar e criar interesse entre cidades/regiões/países e Comitês Olímpicos Nacionais para qualquer evento olímpico
- Criar quatro futuras comissões anfitriãs (Verão, Inverno e Jogos da Juventude) para supervisionar o interesse em futuros eventos olímpicos e reportar ao conselho executivo do COI
- Dar mais influência aos membros presentes nas sessões, fazendo com que membros não-CE façam parte das futuras comissões anfitriãs

Nesta sessão, o COI também modificou a Carta Olímpica para aumentar a flexibilidade, eliminando a regra de seleção de uma cidade-sede para os Jogos, o período entre 5 e 7 anos antes dos próximos jogos disponíveis, e alterando o conceito de cidade-sede e abrindo a possibilidade de os Jogos serem realizados em várias cidades, regiões ou países.

### Estágios de diálogo
De acordo com os termos de referência da Future Host Commission com regras de conduta, o novo sistema de licitação do COI é dividido em 2 estágios de diálogo:
- Diálogo Contínuo : Discussões sem compromisso entre o COI e as Partes Interessadas (Cidade/Região/País/CON interessados em sediar) com relação à realização de futuros eventos olímpicos.
- Diálogo Direcionado : Discussões direcionadas com uma ou mais Partes Interessadas (chamadas Anfitriões Preferenciais ), conforme instruções da Diretoria Executiva do COI. Isto segue uma recomendação da Future Host Commission como resultado do Diálogo Contínuo.

### Linha do tempo
- Futura reunião da Comissão Anfitriã de Verão (16 a 17 de janeiro de 2020)

### Diálogo direcionado
- Projeto Dolomiti Valtellina: Em junho de 2023, as regiões italianas da Lombardia e Trentino iniciaram um diálogo contínuo com o Comitê Olímpico Internacional sobre a sede dos Jogos Olímpicos de Inverno da Juventude em 2028.[5] Milão, a capital da Lombardia, sediará os Jogos Olímpicos de Inverno convencionais, junto com Cortina d'Ampezzo em Veneto, que serão as principais cidades-sede dos Jogos Olímpicos de Inverno de 2026, enquanto Val di Fiemme, no Trentino, também sediará vários eventos durante esses jogos. Em 20 de junho de 2024, o projeto foi nomeado pelo COI como o "anfitrião preferencial".[6] Por fim, em 30 de janeiro de 2025, a região foi contemplada sede dos Jogos Olímpicos de Inverno da Juventude de 2028 com 89 votos favoráveis e apenas 1 contrário e duas abstenções no 143° congresso do COI em Lausane.[7]

### Partes interessadas

#### Europa
- Bósnia e Herzegovina: Em 27 de setembro de 2023, o presidente do Comitê Olímpico da Bósnia e Herzegovina, Izet Rađo, anunciou que a Bósnia e Herzegovina prepararia uma candidatura para sediar os Jogos Olímpicos da Juventude no futuro, embora não tenha sido especificado se eles buscariam os Jogos Olímpicos da Juventude de Verão ou de Inverno.[8] Sarajevo já sediou os Jogos Olímpicos de Inverno de 1984 e o Festival Olímpico de Inverno da Juventude Europeia de 2019 .
- Caríntia–Friul-Veneza Júlia–Eslovénia: Em 11 de abril de 2024, Peter Kaiser, o governador da Caríntia, anunciou que seria preparada uma candidatura conjunta do estado austríaco da Caríntia, ao lado da região italiana de Friuli-Venezia Giulia e de um estado desconhecido na Eslovênia. Se selecionadas, as Olimpíadas de Inverno da Juventude representariam um evento-teste para uma eventual candidatura olímpica no futuro.[9]
- Sófia: Em 23 de abril de 2024, o Comité Olímpico Búlgaro realizou uma reunião com o presidente búlgaro, Rumen Radev, e outros líderes políticos e representantes da indústria desportiva para discutir o potencial da Bulgária para acolher os Jogos Olímpicos da Juventude. Eles propuseram que a capital, Sofia, e a montanha próxima, Vitosha, fossem anfitriãs. Reconheceram também a necessidade de modernização das infra-estruturas desportivas e de transportes no país, bem como que seriam necessários esforços por parte do público.[10] Sofia já havia manifestado interesse em sediar os Jogos Olímpicos de Inverno da Juventude de 2012 e 2016, mas decidiu não concorrer a nenhum dos dois.
- Lviv–Polónia–Sigulda: Em novembro de 2019, o prefeito da cidade ucraniana de Lviv anunciou que a cidade se candidataria aos Jogos Olímpicos de Inverno da Juventude de 2028, bem como aos Jogos Olímpicos de Inverno de 2030. Os desportos nórdicos e de gelo seriam realizados na Polónia, as competições de bobsleigh e luge em Sigulda, na Letónia. Após a invasão russa da Ucrânia em fevereiro de 2022, uma oferta parece improvável.[11]

#### Américas
- Lake Placid: Em 13 de fevereiro de 2023, o prefeito de Lake Placid, Art Devlin, anunciou que uma candidatura para os Jogos Olímpicos de Inverno da Juventude de 2028 estava em debate. Lake Placid sediou anteriormente os Jogos Olímpicos de Inverno de 1932 e1980, bem como os Jogos Universitários Mundiais de Inverno de 2023.[12][13]

## Organização

### Locais de competição
A ideia é reaproveitar os locais já utilizados na Universíada de Inverno de 2013 e nos Jogos Olímpicos de Inverno de 2026.

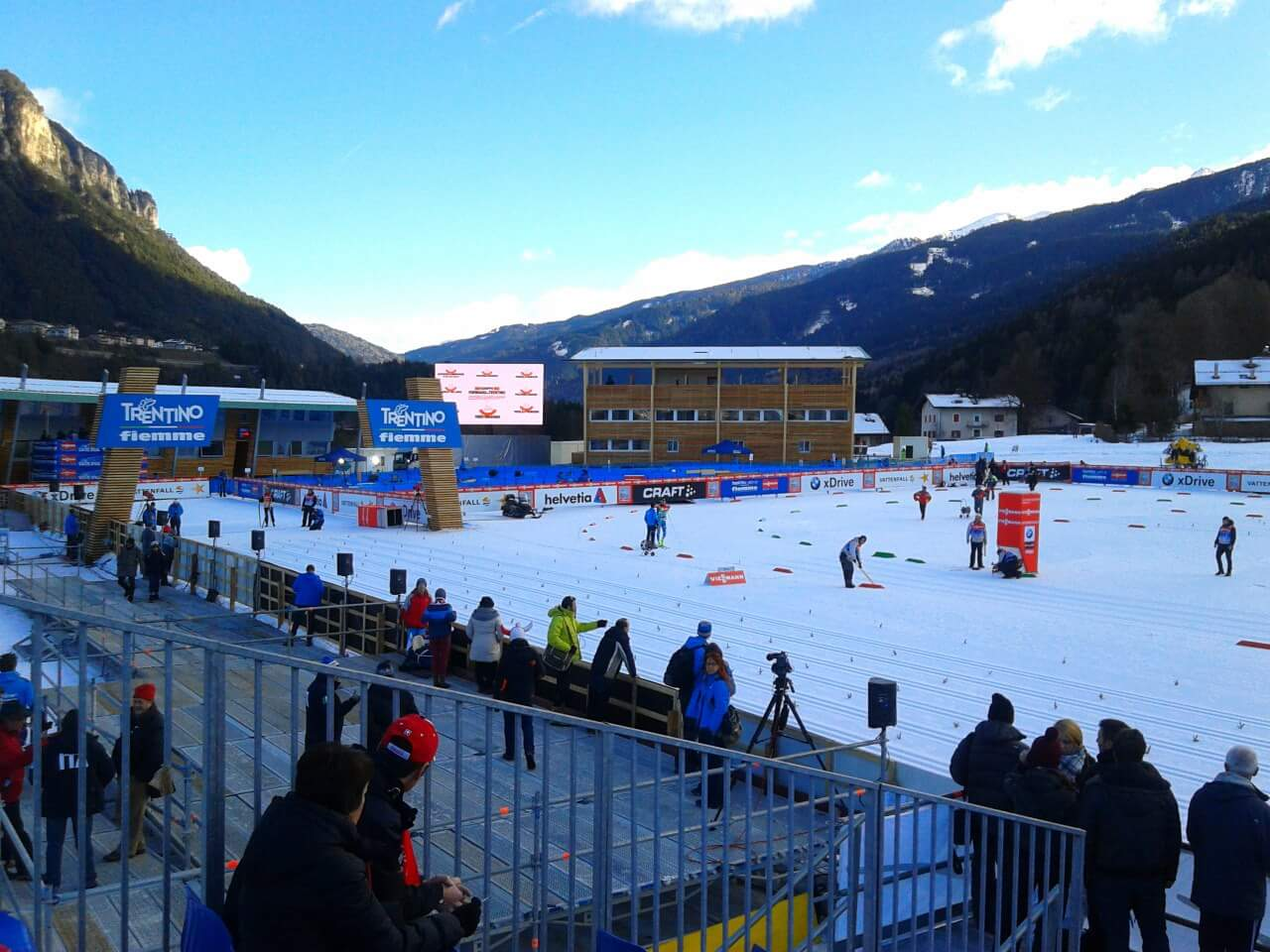
Centro de Cross-Country e Biatlo Fabio Canal

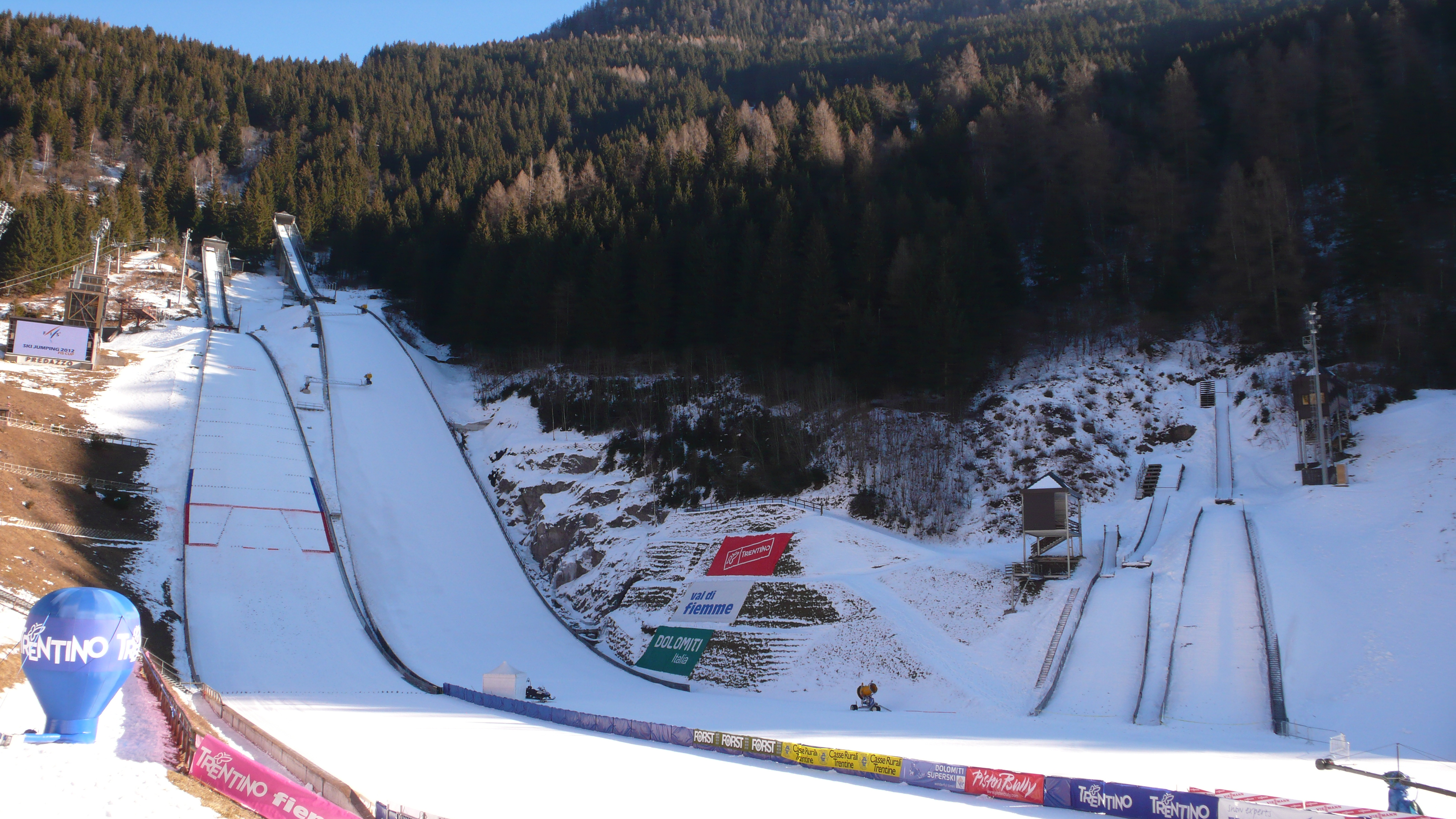
"Giuseppe Dal Ben" Ski Jumping Arena

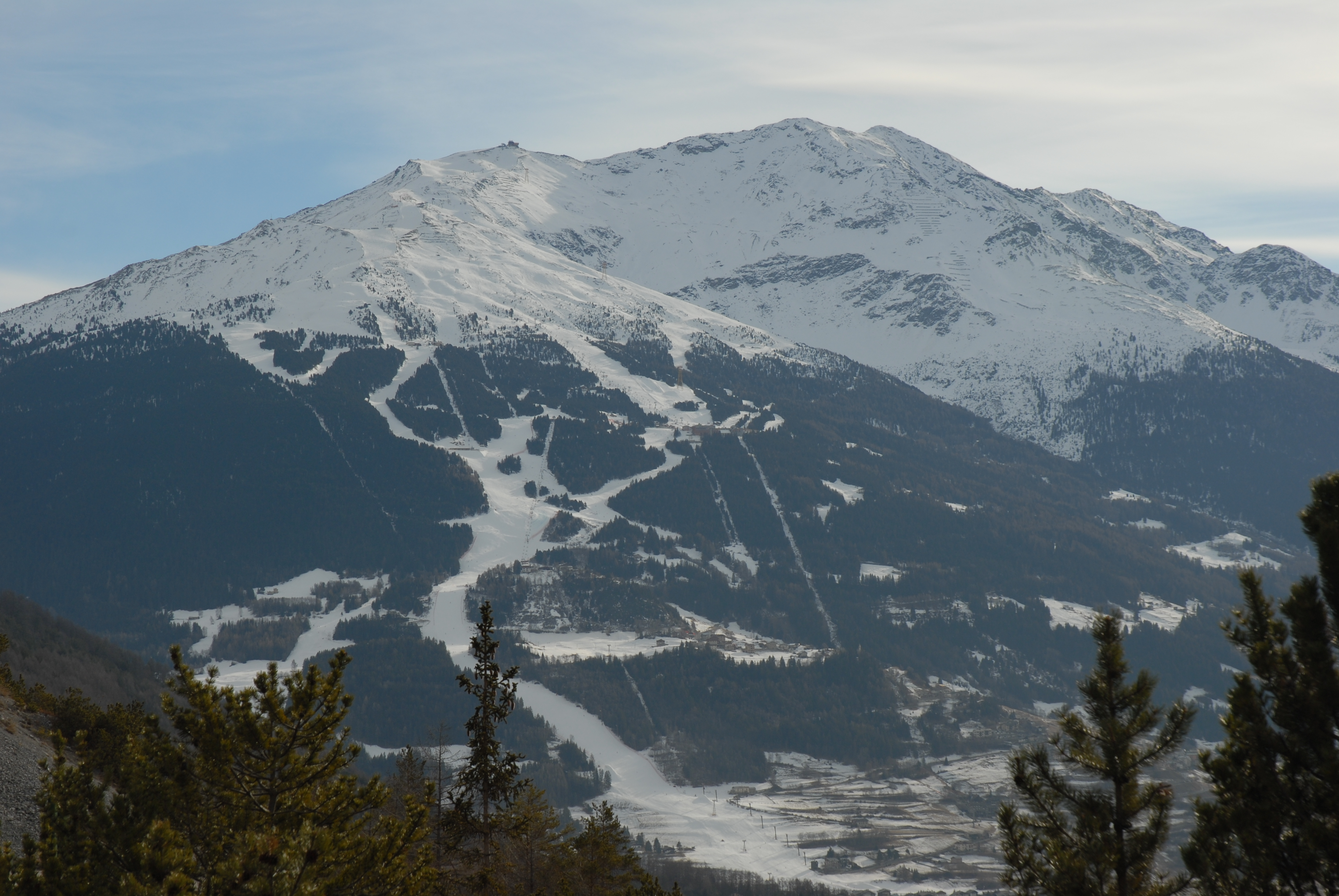
Pista de Stelvio

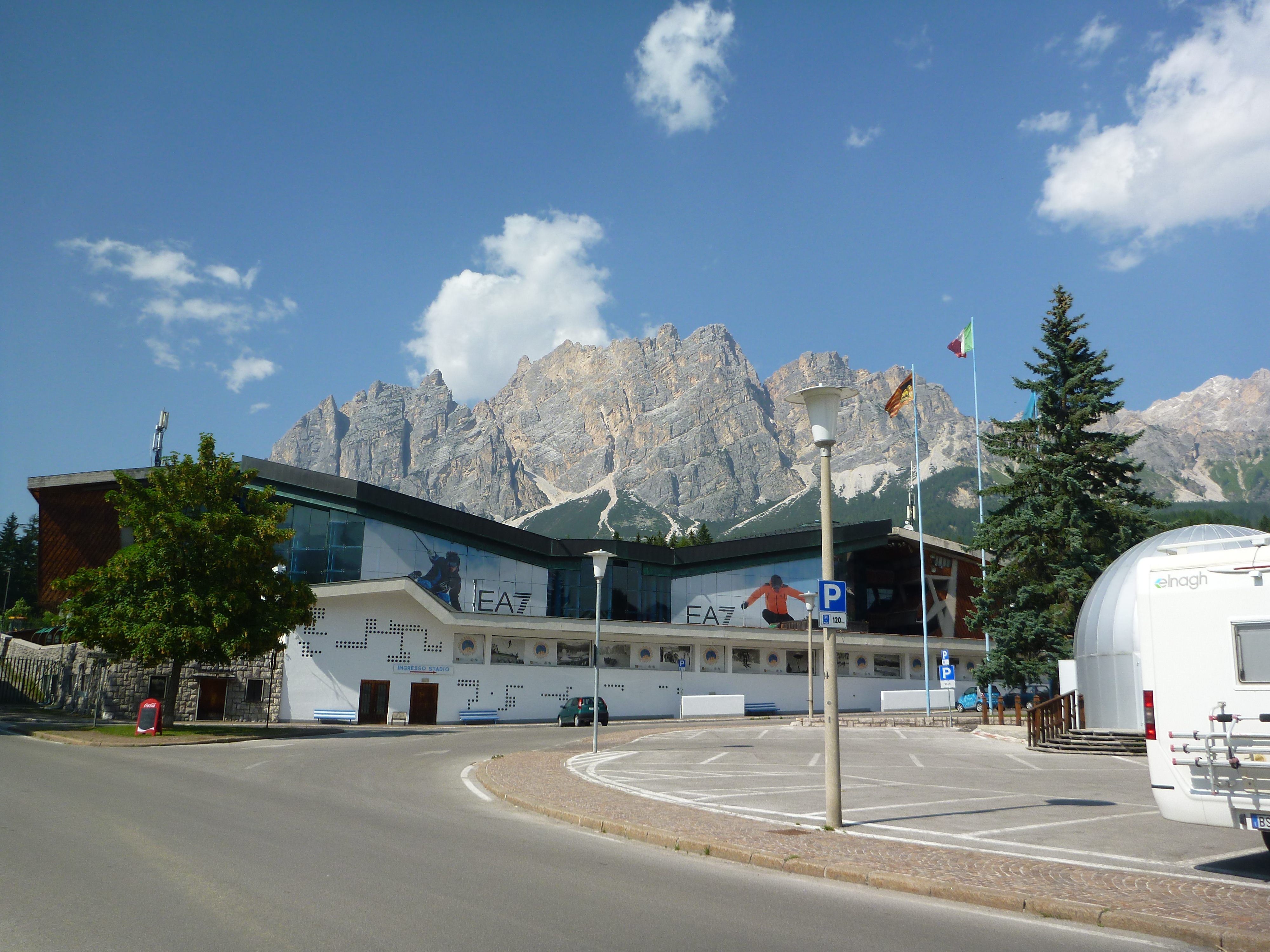
Stadio olimpico del ghiaccio

| Instalações esportivas                       | Instalações esportivas                                     |
| Local                                        | Modalidades                                                |
| -------------------------------------------- | ---------------------------------------------------------- |
| Trento                                       |                                                            |
| Centro de Cross-Country e Biatlo Fabio Canal | Esqui cross-country Combinado nórdico                      |
| Ice Rink Piné                                | Hóquei no gelo Patinação de velocidade                     |
| "Giuseppe Dal Ben" Ski Jumping Arena         | Esqui (saltos) Combinado nórdico                           |
| Valtellina                                   |                                                            |
| Mottolino/Sitas-Tagliede/Carosello 3000      | Snowboard                                                  |
| Palaghiaccio Bormio                          | Patinação artística Patinação de velocidade em pista curta |
| Pista de Stelvio                             | Esqui alpino                                               |
| Valdidentro Biathlon Stadium                 | Biatlo                                                     |
| Cortina d'Ampezzo                            |                                                            |
| Pista Olímpica Eugenio Monti                 | Bobsleigh Luge Skeleton                                    |
| Stadio olimpico del ghiaccio                 | Curling                                                    |

## Diretos de transmissão
- Brasil - Globo[15]
- Japão - Japan Consortium[16]
- Coreia do Norte - JTBC[17]
- Coreia do Sul - JTBC[17]
- Estados Unidos - NBC[18]